# Córdoba (línea I del subte de Buenos Aires)
La estación Córdoba o Niceto Vega será una futura estación de la línea I de la red de subterráneos de la Ciudad de Buenos Aires, en la Argentina.
Se prevé su construcción en la intersección de la Avenida Córdoba y Acevedo.